# Andrei Fyodorov (futbolista)
Andrei Fyodorov (en ruso: Андрей Витальевич Фёдоров; Fergana; RSS de Uzbekistán; 10 de abril de 1971) es un exfutbolista y entrenador de fútbol de Uzbekistán que jugaba en la posición de defensa.

## Carrera

### Club
| Periodo   | Club                    | Apariciones | Goles |
| --------- | ----------------------- | ----------- | ----- |
| 1989–1991 | Avtomobilist Kokand     | 44          | 2     |
| 1992–1997 | Neftchi Farg'ona        | 138         | 38    |
| 1998–1999 | Spartak Alania          | 42          | 1     |
| 1999      | FC Baltika Kaliningrado | 14          | 0     |
| 2000–2008 | FC Rubin Kazan          | 127         | 15    |

### Selección nacional
Jugó para Uzbekistán en 65 ocasiones de 1994 a 2006 y anotó 7 goles; ganó la medalla de oro en los Juegos Asiáticos de 1994 y participó en tres ediciones de la Copa Asiática.

### Entrenador
| Periodo   | Club                |
| --------- | ------------------- |
| 2015–2017 | Neftchi Farg'ona    |
| 2018–2020 | Lokomotiv Tashkent  |
| 2021–2022 | FC Kazanka Moscow   |
| 2022      | FC Lokomotiv Moscow |

## Logros

### Club
Neftchi
- Uzbek League (4): 1992, 1993, 1994, 1995
- Uzbek Cup (2): 1994, 1996

Rubin
- Russian Football National League (1): 2002
- Russian Premier League (1): 2008

### Selección nacional
- Asian Games (1): 1994

## Estadísticas

### Goles con selección nacional
| 1.      | 21-10-1995 | Pakhtakor Markaziy Stadium, Tashkent, Uzbekistán | Nigeria       | 2–3 | 1995 Asia-Africa Cup                                 |
| 2.      | 25-5-1997  | Pakhtakor Markaziy Stadium, Tashkent, Uzbekistán | Camboya       | 6–0 | Clasificación para la Copa Mundial de Fútbol de 1998 |
| 3.      | 7-9-1997   | Tokyo Olympic Stadium, Tokio, Japan              | Japón         | 3-6 | Clasificación para la Copa Mundial de Fútbol de 1998 |
| 4.      | 18-10-1997 | Pakhtakor Markaziy Stadium, Tashkent, Uzbekistán | Corea del Sur | 1–5 | Clasificación para la Copa Mundial de Fútbol de 1998 |
| 5.      | 25-10-1997 | Pakhtakor Markaziy Stadium, Taskent, Uzbekistán  | Kazajistán    | 4–0 | Clasificación para la Copa Mundial de Fútbol de 1998 |
| 6.      | 3-12-1998  | 700th Anniversary Stadium, Chiang Mai, Tailandia | Kuwait        | 3–3 | Juegos Asiáticos de 1998                             |
| 7.      | 24-11-1999 | Tahnoun bin Mohammed Stadium, Abu Dhabi, UAE     | India         | 3–2 | Clasificación para la Copa Asiática 2000             |
| Fuente: |            |                                                  |               |     |                                                      |